# Aigrette (1904)
Aigrette (Q38) – francuski okręt podwodny z okresu I wojny światowej, jednostka prototypowa typu Aigrette. Została zwodowana 23 stycznia 1904 roku w stoczni Arsenal de Toulon, a do służby w Marine nationale weszła w 1908 roku. Okręt służył w Marine nationale do listopada 1919 roku.

## Projekt i budowa
„Aigrette”, zaprojektowana przez inż. Maxime’a Laubeufa, stanowiła rozwinięcie jego poprzedniego projektu – okrętów typu Sirène. Oprócz większych wymiarów i wyporności, na okręcie w miejsce napędu parowego zamontowano silnik Diesla.
„Aigrette” zbudowana została w Arsenale w Tulonie. Stępkę okrętu położono w 1903 roku, a zwodowany został 23 stycznia 1904 roku. Nazwa okrętu nawiązywała do czapli.

## Dane taktyczno–techniczne
„Aigrette” była małym okrętem podwodnym o konstrukcji dwukadłubowej. Długość całkowita wynosiła 35,85 metra, szerokość 4,04 metra i zanurzenie 2,63 metra. Wyporność w położeniu nawodnym wynosiła 178 ton, a w zanurzeniu 253 tony. Okręt napędzany był na powierzchni przez silnik Diesla o mocy 150 koni mechanicznych (KM). Napęd podwodny zapewniał silnik elektryczny o mocy 130 KM. Jednośrubowy układ napędowy pozwalał osiągnąć prędkość 9,25 węzła na powierzchni i 6,2 węzła w zanurzeniu. Zasięg wynosił 1300 Mm przy prędkości 8 węzłów w położeniu nawodnym oraz 65 Mm przy prędkości 3,8 węzłów pod wodą (23 Mm przy prędkości maksymalnej 6,2 w.). Dopuszczalna głębokość zanurzenia wynosiła 30 metrów, zaś czas zanurzenia 4 minuty.
Okręt wyposażony był w cztery zewnętrzne wyrzutnie torped kalibru 450 mm (w tym dwie systemu Drzewieckiego), bez torped zapasowych. Załoga okrętu składała się z 14 oficerów, podoficerów i marynarzy.

## Przebieg służby
„Aigrette” została wcielona do służby w Marine nationale w 1908 roku. Okręt otrzymał numer taktyczny Q38. W okresie I wojny światowej okręt pełnił służbę na wodach kanału La Manche operując z Cherbourga, wyposażony w specjalne urządzenia do przecinania sieci zagrodowych. W listopadzie 1919 roku został skreślony z listy floty.